# 中西義雄
中西 義雄（なかにし よしお、1922年12月14日 - 1984年5月4日）は日本の社会運動家、部落問題研究家。部落解放同盟中央本部事務局長を経て、全国部落解放運動連合会（全解連、現・全国地域人権運動総連合）書記長を務めた。山村 槙之助のペンネームで著述活動も行った。

## 来歴
奈良県添上郡東市村字古市北方（現・奈良市）出身。東京物理学校（現・東京理科大学）中退後の1946年、部落解放奈良地方委員会に参加。1949年には日本共産党へ入党。戦前の全国水平社時代の運動経験を持たない戦後世代の若手活動家として頭角を表し、1961年部落解放同盟中央本部事務局長に就任するも、同和対策事業特別措置法の評価などを巡り主流派の立場を失い、1965年の第20回大会で日本共産党員の幹部は岡映一人を除き中央執行委員に再任されず、中央幹部としての地位を失った。
1969年に表面化した解放同盟分裂に伴い部落解放同盟正常化全国連絡会議（正常化連）から、1976年には解放同盟と完全に袂を分かつ形で全解連を結成、書記長に就く。
1984年5月4日、肺がんのため大阪府堺市の近畿中央病院で死去。61歳。死後、部落問題著作集（全3巻）が刊行された。

## 解放同盟在籍時の主張
部落解放運動内の共産党系イデオローグの中心人物として、1960年に制定された同盟綱領の立場に立つ理論家で、日本資本主義と部落問題は密接不可分のものだと力説し、その立場から1965年刊行の部落問題研究所編『部落の歴史と解放運動』では「現代篇」を分担執筆、1969年に発刊された日本共産党農民漁民部編『今日の部落問題』でも、主な部分の執筆を担当、「時限立法の安上がりな予算措置で自民党と妥協した」と同盟中央を批判、当時、同盟内に存在していた共産党以外の同盟内の運動理論を全て「反党修正主義者と右翼社会民主主義者による日和見主義」理論と批判し、同盟内の共産党員以外の活動家の反発を招いた。
同書の発刊によって、当時制定を目前に控えていた同和対策事業特別措置法に対する期待が高まっていた同盟内で、共産党系の活動家たちは一層孤立化した。

## 解放同盟離脱後の主張
正常化連として活動していた時期には、解放同盟内で活動していた時と同様の主張を繰り返していたが、国民的融合論が日本共産党の路線として提示され、『今日の部落問題』に典型的に見られる中西の主張が党によって否定されると、旧来の立場から一転してそのイデオローグとなり、その変節の理由については一切の釈明を行わないまま「部落差別を二十一世紀にもちこさない」「部落問題解決の最終責任は地区住民と運動体の側にある」などを合言葉に、部落解放運動を主導した。
同和行政に関する窓口一本化問題についても、解放同盟の活動家であったときにはその正当性を主張していたが、同盟から離れると一転してそれを批判する立場に転向した。

## 主著
- 『部落の民』（潮文社、1957年）
- 『部落解放運動の歴史と理論』（部落問題研究所出版部、1974年）
- 『部落解放への新しい流れ』部落問題研究所出版部、（1977年3月）